# Erdal Alıcı
Erdal Alıcı (* 21. Januar 1996 in Izmir) ist ein türkischer Fußballspieler.

## Karriere
Alıcı begann mit dem Vereinsfußball in der Jugend von İlkadımspor. Von hier aus wechselte er 2008 in die Nachwuchsabteilung von Karşıyaka SK.
Zur Rückrunde der Saison 2014/15 wurde er erst am Training der Profimannschaft beteiligt und gab schließlich am 28. April 2015 in der Ligabegegnung gegen Giresunspor sein Profidebüt. Im Januar 2014 hatte er von seinem Klub auch einen Profivertrag erhalten.
Im Januar 2016 wechselte er zum Istanbuler Drittligisten Fatih Karagümrük SK.